# Alcmeó de Crotona
Alcmeó de Crotona en grec antic Ἀλκμαίων, fou fill d'Amfiaraos i Eurífile i germà d'Amfíloc. Era un filòsof pitagòric del segle VI aC, que va néixer i viure a Crotona (Magna Grècia), i que es va mostrar preocupat per la medicina, tema sobre el que va escriure alguns llibres, i descobrí la importància del cervell com a òrgan dominant, igual que el seu condeixeble Filolau. Alcmeó establí ostensiblement la diferència entre l'ésser humà i la resta dels animals (segle VI aC). Va ser probablement deixeble de Pitàgores.
Fragment: "L'ésser humà és un animal que comprèn; els altres animals senten però no comprenen".
A més a més, va estudiar l'equilibri dels elements i les forces que actuen sobre la salut. També manifestà el seu interès per la influència dels aliments en els éssers vius.
Fou un filòsof de la generació de pitagòrics contemporanis o successors immediats de Pitàgores. L'únic pensador itàlic entre Pitàgores i Parmènides. Era dualista i va tenir algun tipus de contacte amb Pitàgores. Iàmblic de Calcis cataloga Alcmeó entre els contemporanis de Pitàgores, jove deixeble seu, quan ell era vell. De tota manera, atès que en la mateixa llista situa Filolau, Arquites i Leucip, el seu testimoniatge manca de valor suficient.
Per la seva banda, Aristòtil, que esmenta Alcmeó pel seu nom en diverses ocasions, afirma que era jove quan Pitàgores era ja un ancià, però no diu res sobre que fos el seu deixeble o que ho conegués. També conjectura que Alcmeó va prendre les seves teories dels pitagòrics, o bé al revés, ells d'ell, però mai no afirma que fos membre de l'escola.
Per la seva banda, Diògenes Laerci parla de la relació d'Alcmeó amb Brontí i, atès que sabem que aquest va mantenir una estreta connexió amb Pitàgores, és una mostra clara que Alcmeó va mantenir un estret contacte amb l'escola pitagòrica. Diògenes cita també Lleó de Metapont i Bàtil, els quals, segons la llista de Iàmblic, apareixen entre els pitagòrics.
Sembla que Alcmeó es va interessar preferentment per assumptes relacionats amb la medicina i amb la fisiologia, però també és cert que es va preocupar per qüestions de filosofia natural. Segons Favorí va escriure un tractat sobre física.